# Champagnole
Champagnole – miejscowość i gmina we Francji, w regionie Burgundia-Franche-Comté, w departamencie Jura.
Według danych na rok 1990 gminę zamieszkiwało 9250 osób, a gęstość zaludnienia wynosiła 458 osób/km² (wśród 1786 gmin Franche-Comté Champagnole plasuje się na 12. miejscu pod względem liczby ludności, natomiast pod względem powierzchni na miejscu 113.).